# José Manuel Abascal
José Manuel Abascal Gómez (* 17. března 1958, Alceda, Kantábrie) je bývalý španělský atlet, běžec, držitel bronzové olympijské medaile v běhu na 1500 metrů.
Největší mezinárodní úspěchy sklízel Abascal na halových šampionátech. Na 1. halovém mistrovství světa 1987 v Indianapolis získal v běhu na 1500 m stříbrnou medaili, dvě stříbrné medaile získal i na halových mistrovstvích Evropy 1982 (Milán) a 1983 (Budapešť). V roce 1982 získal na mistrovství Evropy v Aténách bronzovou medaili. Na olympijských hrách měl premiéru v Moskvě 1980, kde však byl vyřazen v rozběhu. Jeho medaile z následující olympiády v Los Angeles byla první běžeckou olympijskou medailí pro Španělsko v historii her.
Abascalova kariéra začala v roce 1975, kdy vyhrál juniorský mistrovský titul své země ve Valladolidu. Téhož roku se stal halovým juniorským mistrem Španělska na 2000 m v juniorském národním rekordu 3:44.05 min. V roce 1977 se stal v Doněcku juniorským mistrem Evropy v běhu na 3000 m (7:58.3 min). V dalších letech kromě zmíněných vrcholných soutěží byl třetí na Středomořských hrách 1983 v Casablance (1500 m), téhož roku zvítězil v Barceloně na Iberoamerickém mistrovství. V roce 1986 byl druhý ve finále Grand Prix na 1 míli v Římě a v roce 1987 zvítězil na závodě Evropského poháru na 5000 m v Gatesheadu.
Úspěch na olympiádě v Los Angeles přinesl Abascalovi pro rok 1984 ocenění Nejlepšího sportovce Španělska. V roce 1992 ukončil závodní činnost a zároveň měl tu čest přinést na olympijský stadion v Barceloně spolu s dalšími sportovci olympijskou vlajku při slavnostním otevření letní olympiády. V pozdějších letech se věnoval organizování sportovních aktivit a propagaci sportu v rodném regionu Kantábrie.

## Nejlepší dosažené časy[1]
- 800 m. - 1:49.05 min (Madrid, 19. července 1980)
- 1.500 m - 3:31.13 min (Barcelona, 16. srpna 1986)
- 1 míle - 3:50.54 min (Roma, 10. září 1986)
- 3.000 m - 7:53.51 min (A Coruña, 4. srpna 1988)
- 5.000 m - 13:12.49 min (Oslo, 4. července 1987)
- 3.000 m přek. - 8:38.08 min (San Sebastián, 29. srpna 1981)